# Goedele Desmet
Goedele Desmet (Bree, 9 maart 1962) is een Belgisch architect. Samen met Ivo Vanhamme leidt ze het architectenbureau Bob 361. Daarnaast is ze docent Architectuurontwerp aan de Katholieke Universiteit Leuven.

## Studies en loopbaan
Goedele Desmet volgde de opleiding Burgerlijk ingenieur architect aan de KU Leuven van 1980 tot 1985. Vervolgens deed ze haar postgraduaat “Conservation of Architectural and Urban Heritage”. Samen met Ivo Vanhamme startte ze in 1990 het architectenbureau BOB361 op. In 1995 werd ze docent aan het departement Architectuur aan de KU Leuven.

## Oeuvre
Met BOB 361 werkt Goedele Desmet aan stadsprojecten in Vlaanderen.  Deze bestaan uit woonprojecten maar ook publieke gebouwen.

### Woonproject Olieslagerij-Huileries te Vorst (Brussel)
Dit project bestaat uit 59 passief woningen. Er wordt ingezet op stadsplanning door de bestaande publieke ruimte aan te vullen met een nieuw groen plein, dat ook een nieuwe verbindingsweg vormt naar het centrum. Het project is gestart in 2011 maar is nog niet opgeleverd.

### Woonproject Nieuw Zuid (Antwerpen), 2012-2019
Dit project bestaat uit een gebouw met studentenwoningen en drie gebouwen met sociaal woningen voor de huisvestingsmaatschappij Woonhaven. Het project maakt deel uit van het masterplan dat opgemaakt is door Secchi en Vigano.

### Bibliotheek Dendermonde, 2003-2012
BOB361 won in 2003 de Open Oproep voor een nieuwe bibliotheek in Dendermonde. Het ontwerp bestaat, naast een bibliotheek, ook uit een restaurant en een polyvalente ruimte. Het project probeert  een verbinding te creëren tussen het stedelijk weefsel en de natuur.

### Woonproject Between 2 squares (Leuven), 2006-2009
Het project bestaat uit 40 appartementen en commerciële ruimtes. Naast het creëren van nieuwe passages wordt er ook een nieuw semi-publiek plein omsloten door het nieuwe gebouw en het bestaande Fabiola gebouw. Het patroon waarmee gewerkt wordt in de gevel, zowel voor de balustrades als voor de betonpanelen is geïnspireerd op het werk van de Vlaamse primitieven.

### Renovatieproject P.NT2 (Brussel)
Dit project transformeert een oud industrieel gebouw in een nieuwe habitat met woon- en werkvoorzieningen. Er wordt plaatsgemaakt voor licht en lucht in het project door een gedeeltelijke afbraak van het bestaande weefsel. Er wordt gebruik gemaakt van een privacygradiënt die de publieke boulevard, de semi-publieke binnenpleinen en de private tuinen verbindt. Het project huisvest het bureau van BOB361, net als de privéwoningen van de vennoten Goedele Desmet en Ivo Vanhamme.

### Kantoorgebouw VDAB (Sint-Niklaas)
In 2001 won BOB361 de Open Oproep voor het nieuwe kantoorgebouw van de VDAB in Sint-Niklaas.

## Prijzen
Met BOB361 won Goedele Desmet ook reeds enkele architectuurprijzen. Voor hun renovatieproject P.NT2 mochten ze een Belgian Building Award in ontvangst nemen.